# Said Akl
Said Akl (4 de julio de 1911, Zahlé-28 de noviembre de 2014, Beirut) fue un lingüista, teólogo, historiador, periodista, profesor, escritor y poeta libanés. Creador del alfabeto libanés de caracteres latinos.

## Biografía
Fue el creador del alfabeto libanés, al adaptar el dialecto árabe libanés al alfabeto de caracteres latinos. En su transcripción del alfabeto árabe con 36 letras de las que ocho son vocales. Escritor de varios libros. De creencias cristianas, fue parte del Frente Libanés durante Guerra Civil Libanesa de 1975 a 1990.
En 1962 fundó y financió el premio de poesía que lleva su nombre para el escritor que fuera capaz de describir el Líbano.